# Зелена лінія (Ізраїль)

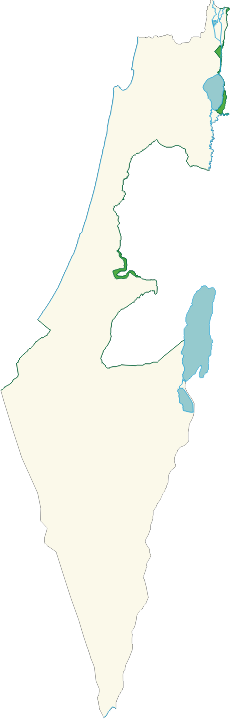
Зелена лінія 1949 року (темно-зелена) та демілітаризовані зони (світло-зелені)

Зелена лінія — демаркаційна лінія, встановлена 23 березня 1949 року за умовами перемир'я 1949 року між Ізраїлем та його сусідами — Єгиптом, Йорданією, Ліваном і Сирією після Арабо-ізраїльської війни 1948—1949 років. Пізніше, після Шестиденної війни 1967 року, Зелена лінія почала розділяти основну територію Ізраїлю та захоплені ним території — Західний берег річки Йордан, Сектор Гази, Голанські висоти і Синайський півострів (остання була пізніше повернута Єгипту). Назва походить від того, що під час переговорів лінія була накреслена на мапі зеленими чорнилами.
Зелену лінію у трьох місцях перетинає шосе 1.